# Omiodes telegrapha
Omiodes telegrapha là một loài bướm đêm thuộc họ Pyralidae. Nó là loài đặc hữu của Hawaii.
Ấu trùng có thể ăn grasses.